# Kamenná Poruba (district de Vranov nad Topľou)
Pour les articles homonymes, voir Kamenná Poruba.
Kamenná Poruba est un village de Slovaquie situé dans la région de Prešov.

## Histoire
Première mention écrite du village en 1402.

## Démographie

### Évolution de la population
| Année:               | 1994. | 2004.    | 2014.    | 2024.    |
| -------------------- | ----- | -------- | -------- | -------- |
| Nombre de personnes: | 969   | 1160     | 1332     | 1727     |
| Différence:          |       | +19,71 % | +14,82 % | +29,65 % |

| Année:               | 2023. | 2024.   |
| -------------------- | ----- | ------- |
| Nombre de personnes: | 1660  | 1727    |
| Différence:          |       | +4,03 % |